# Sphaerophoria estebani
Sphaerophoria estebani är en tvåvingeart som beskrevs av Goeldlin 1991. Sphaerophoria estebani ingår i släktet sländblomflugor, och familjen blomflugor. Inga underarter finns listade i Catalogue of Life.